# Vonn Bell
Vonn Christian Bell (* 12. Dezember 1994 in Chattanooga, Tennessee) ist ein US-amerikanischer American-Football-Spieler in der National Football League (NFL). Er spielt zurzeit für die Cincinnati Bengals als Safety. Davor stand Bell bereits bei den New Orleans Saints und den Carolina Panthers unter Vertrag.

## College
Bell besuchte die Ohio State University und spielte für deren Mannschaft, die Buckeyes, äußerst erfolgreich College Football, wobei er zwischen 2012 und 2015 insgesamt 175 Tackles setzen, einen Sack erzielen und 15 Pässe verhindern konnte. Außerdem gelangen ihm neun Interceptions.

## NFL

### New Orleans Saints
Bell wurde beim NFL Draft 2016 als Draft Pick Nummer 61 von den New Orleans Saints ausgewählt. Um ihn draften zu können, war ein Tausch mit den New England Patriots notwendig. Diese erhielten im Gegenzug einen Dritt- und einen Viertrunden-Pick.
In seiner Rookie-Saison kam er in allen Spielen zum Einsatz, 14-mal davon als Starter.
In den folgenden Spielzeiten entwickelte er sich zu einer bestimmenden Spielerpersönlichkeit im Defensive Backfield seines Teams und war im Durchschnitt bei 73 bis 85 % aller Spielzüge am Feld. Auch in den Special Teams kam er regelmäßig zum Einsatz.

### Cincinnati Bengals
Ende März 2020 unterschrieb er bei den Cincinnati Bengals einen Dreijahresvertrag in der Höhe von 18 Millionen US-Dollar.

### Carolina Panthers
Im März 2023 einigte Bell sich mit den Carolina Panthers auf einen Dreijahresvertrag im Wert von 22,5 Millionen US-Dollar. Er kam in dreizehn Spielen zum Einsatz und fing eine Interception. Am 13. März 2024 wurde Bell von den Panthers entlassen.

### Rückkehr zu den Cincinnati Bengals
Am 15. März 2024 kehrte Bell nach Cincinnati zurück und unterschrieb dort einen Einjahresvertrag.